# اوبرشترایت
اوبرشترایت (به آلمانی: Oberstreit) یک شهر در آلمان است که در باد کرویتسناخ واقع شده‌است. اوبرشترایت ۲۶۴ نفر جمعیت دارد.